# Тайна убийства
«Тайна убийства» (итал. Non aver paura della zia Marta) — фильм ужасов итальянского режиссёра Марио Бьянки.

## Сюжет
Семья Гамильтонов решает провести выходные в старом доме своей тётушки Марты. Приехав в гости, они не застают её дома. Это и не удивительно — прошло почти 30 лет с тех пор, как Ричард в последний раз виделся со своей тёткой. Дело в том, что главным аргументом в семье тёти Марты всегда был запрет. Записка, оставленная ею, гласит, что она вернётся только лишь утром. Теперь им нужно дожить до утра.

## В ролях
- Адриана Руссо — Нора Гамильтон
- Габриеле Тинти[англ.] — Ричард Гамильтон
- Анна Мария Пласидо — мать Ричарда
- Мур, Джессика[англ.] — Джорджия Гамильтон
- Морис Поли
- Эдоардо Массими
- Саша Дарвин

## Съёмочная группа
- Автор сценария: Марио Бьянчи
- Продюсер: Лучо Фульчи, Антонио Лучиди, Луиджи Наннерини
- Режиссёр: Марио Бьянки
- Оператор: Сильвано Тессичини
- Композитор: Джани Эспозито

## Интересные факты
Некоторые идеи сюжета (авария с грузовиком, имя на могиле живого ещё человека) были использованы Лучо Фульчи в его последнем фильме «Дверь в тишину». В фильме Фульчи есть прямые отсылки на этот фильм и одного из персонажей тоже зовут «тётей Мартой».